# Raymond Ausloos
Raymond Ausloos (ur. 3 lutego 1930, zm. 1 grudnia 2012) – belgijski piłkarz grający na pozycji bramkarza.

## Kariera klubowa
W swojej karierze piłkarskiej Ausloos grał w klubie RWD Molenbeek.

## Kariera reprezentacyjna
W 1954 roku Ausloos został powołany do kadry Belgii na mistrzostwa świata w Szwajcarii. Na nich był rezerwowym bramkarzem. W kadrze narodowej ostatecznie nie zadebiutował.